# Emilia Jones
Emilia Jones, född 23 februari 2002 i London, är en brittisk skådespelare.
Jones har bland annat medverkat i TV-serien Locke & Key (2020–2022). Hon har även medverkat i filmerna Brimstone från 2016 och Coda från 2021.

## Filmografi (i urval)
- 2011: En dag
- 2013–2014: Utopia  (TV-serie)
- 2014: What We Did on Our Holiday
- 2016: Brimstone
- 2020–2022: Locke & Key  (TV-serie)
- 2021: Coda
- 2023: Fairyland
- 2023: Cat Person
- 2024: Winner
- 2025 – The Running Man